# Templo do Sol em Konarak
O Templo do Sol é um dos mais importantes e famosos templos indianos dedicados a Surya, o deus do Sol. Está localizado no vilarejo histórico de Konarak, na província de Orissa.

## História
O templo foi construído por volta de 1250 pelo Rei Langula Narasimha Dev (1238-1264 ou 1282), da Dinastia Ganga, com as obras supervisionadas pelo arquiteto-chefe Bishu Maharana. No século XVI o templo foi parcialmente destruído pelo general afegão Kalapahad, um hindu converso ao Islamismo, que invadiu o então reino de Orissa em 1508 e atacou diversos outros edifícios sagrados da região. As imagens dos deuses foram depredadas e a grande torre teve seu arco de sustentação deslocado, causado seu colapso e danificando as outras estruturas do entorno.
Contudo, diz a tradição que os sacerdotes de Konarak conseguiram esconder a estátua principal da deidade e a enterraram na areia, onde teria permanecido por anos, e mais tarde teria sido de lá retirada e levada para o templo de Indra no complexo de Jagannath. Alguns consideram que a imagem jamais foi encontrada, e outros afirmam que uma estátua de Surya mantida no Museu Nacional de Delhi é aquela perdida. De qualquer forma o culto a Surya encerrou com a remoção de sua imagem do templo, e com isso a cidade entrou em decadência, sendo abandonada e envolvida pela selva. Posteriormente o complexo foi espoliado em diversas ocasiões para utilização de seu material em outros edifícios, e no século XVIII estava desprovido da maior parte dos adornos que podiam ser removidos. Até o início do século XIX as ruínas do templo estavam cobertas de entulho e areia, o que de certa forma preservou os remanescentes da rica decoração que hoje apresenta.

## Características

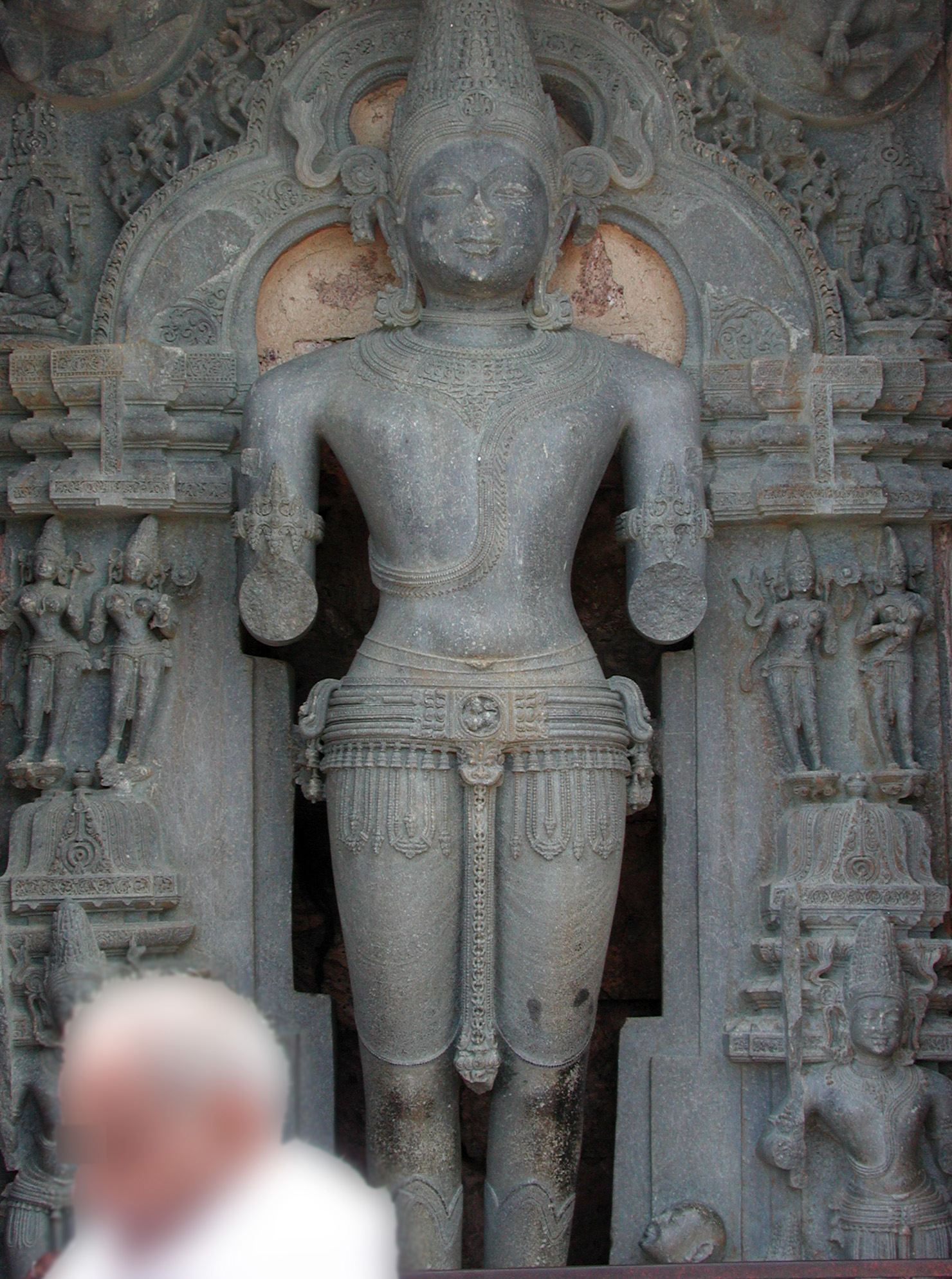
Estátua de Surya na fachada sul

O templo, alinhado na direção leste-oeste, é todo construído à semelhança de uma carruagem, o carro do Sol, puxada por sete cavalos e com doze pares de rodas de pedra, e tem as fachadas cobertas de relevos. Como outros templos indianos, o complexo se compõe de uma edificação principal em forma de torre (vimana), originalmente com cerca de 70 m de altura, onde estava entronizada a imagem da divindade; um átrio piramidal (jagamohana) de cerca de 40 m, a estrutura melhor preservada atualmente, com entradas nas quatro faces, uma das quais ligada ao sanctum (antarala), de onde os devotos podiam vislumbrar a imagem; uma sala de refeições (bhoga-mandapa) e uma sala de dança (nirtya-mandapa ou nat mandir), onde eram feitas homenagens dançadas ao deus.
Em termos de estilo o templo de Konarak pertence à escola Kalinga, com torreões curvilíneos coroados por cúpulas, e sua planta é similar a outros complexos religiosos da província. Apesar de ter sofrido muitos prejuízos em sua história e estar em estado de ruína parcial, o templo é famoso por suas harmoniosas proporções e por sua rica e profusa decoração escultórica em todas as fachadas, com inúmeras figuras em relevo de vários tamanhos e em múltiplas posições, com dançarinos, divindades, animais, criaturas míticas, caçadores, cenas cortesãs e também cenas sensuais, além de intrincados padrões decorativos geométricos e fitomorfos. Na base se enfileiram 1.452 elefantes esculpidos. Parte das suas esculturas está preservada em um museu criado para este fim, anexo aos edifícios. A beleza da construção fez o poeta Rabindranath Tagore escrever que "aqui a linguagem da pedra sobrepuja a linguagem humana". Originalmente os relevos, feitos em arenito, eram cobertos por uma fina camada de gesso, que era pintada em viva policromia, ainda presente em alguns pontos.

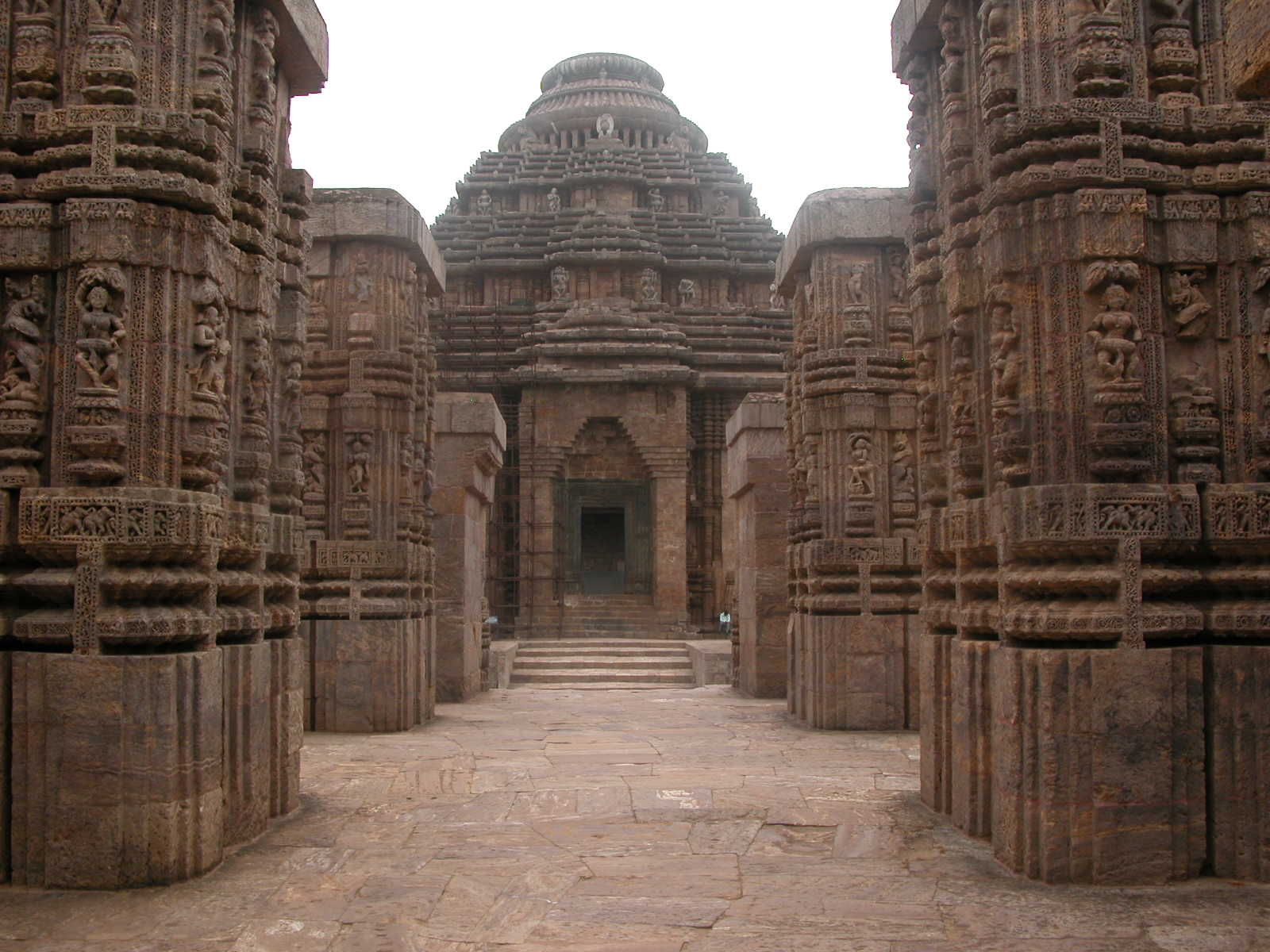
Outro ângulo

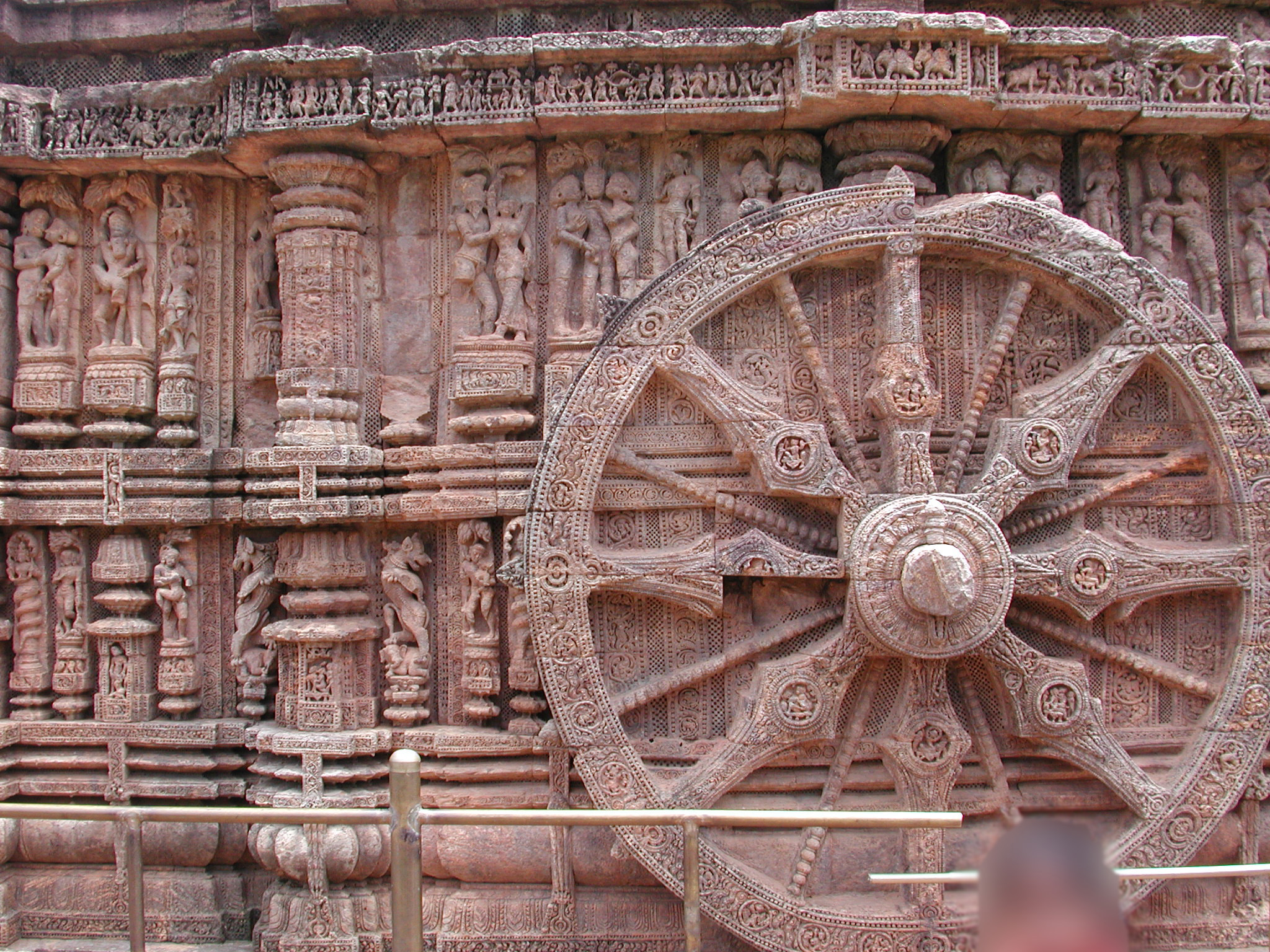
Detalhe de uma das rodas

Dos grupos escultóricos se destacam as grandes imagens do deus Surya em três lados do templo principal. A do lado sul figura o deus em sua juventude, simbolizando o sol nascente. A do oeste representa o sol do meio-dia, no vigor da idade madura, em sua carruagem tirada por sete cavalos e dirigida por Aruna, o seu auriga. A terceira estátua, ao norte, mostra o deus com sinais visíveis de cansaço, simbolizando o sol ao fim do dia, e ele cavalga um dos cavalos, que representa os derradeiros raios de luz antes da noite.
Também são interessantes as 24 grandes rodas esculpidas na pedra, simbólicas das 24 horas do dia, e que aumentam a impressão do edifício ser uma grande carruagem; os sete belos cavalos, um para cada dia da semana, segundo a tradição chamados Gyatri, Usnika, Anustuv, Vrihati, Pangti, Tristup e Jagati, e a grande arquitrave que pertencia à entrada principal do jagamohana, com personificações dos nove planetas da tradição hindu: Suria (Sol), Chandra (Lua), Mangala (Marte), Buda (Mercúrio), Brihaspati (Júpiter), Shukra (Vênus), Shani (Saturno), Rahu (Nodo Ascendente) e Quetu (Nodo Descendente). Esta arquitrave sofreu uma tentativa de remoção em 1893 para ser levada a um museu, mas devido ao seu peso foi cortada em duas, e por causa do areal em torno não pôde ser carregada, sendo deixada à distância. Atualmente está em um abrigo especial. Os inúmeros elefantes que circundam o prédio foram encontrados soterrados e dispersos, e foram instalados equivocamente em plataformas voltadas para o templo, quando deveriam estar voltados para fora, saudando a multidão dos devotos que chegam.